# ポップカルチャー発信使
ポップカルチャー発信使（ポップカルチャーはっしんし、Pop Culutre Sent Communicates）は、日本の女性ファッションモデル広報大使、親善大使三人組。通称『カワイイ大使』『かわいい大使』（Ambassador Communicates）。

## 概要
外務省より、日本の原宿ファッション、ロリータファッションなどのカワイイ文化やポップカルチャーを世界に広める目的でその分野で人気のある人物を任命。世界各国を歴訪し、大規模なアニメフェスに出演。この活動により「カワイイ」という言葉は全世界で通じる言葉となった。

## メンバー
- 藤岡静香（ふじおか しずか、1989年7月27日 - ）
  - ブランド制服担当。ファッションコーディーネートアドバイザー兼務。茨城県出身。血液型B型。

- 青木美沙子（あおき みさこ、1983年6月3日 - ）
  - ロリータ・ファッション担当。本業は看護師で、KERA読者モデルも務める。BABY, THE STARS SHINE BRIGHTのカタログモデルもしていた。千葉県出身。血液型O型。

- 木村優（きむら ゆう、8月29日 - ）
  - 原宿ファッション担当。ファッションデザイナー、プロデューサー、アニメーションクリエイター。KERA読者モデル。原宿ファッション、ロリータファッションのモデル。埼玉県出身。血液型O型。

## 沿革
- 2009年2月26日 - 外務省が任命。
- 2009年3月28日 - ジャパン・フェスタ（タイ王国バンコク）のトークショー『カワイイ・フェスタ』に出席し、藤岡がタイ王国の双子の女性アイドルグループNeko Jumpとコラボレーションを果たす[1]。
- 2009年4月11日、5月20日、8月15日 - 東京カワイイ★TV（NHK総合）出演(2009年8月15日放送分の導入部は、2009年6月28日収録)。
  1. 2009年4月11日放送分は全員出演の資料映像。
  2. 藤岡は2009年5月20日放送分にも出演。
  3. 青木は、2009年8月15日放送分のファッションショー「東京カワイイ★コレクション」にも山下佳恵デザインで出場[2]。
  4. また、2009年8月15日放送分で、青木と木村はペイ・ド・ラ・ロワール地域圏アンジェのロリータファッションの女性収集家を激励に訪れた[3]。
- 2009年7月2日 - 7月6日、青木と木村が、Japan Expo2009の姉妹イベントで外務省主催の「ジャパン・ポップカルチャー・フェスティバル」(フランス・パリ日本文化55会館)に出席。木村優は、ファッションショーを開催。青木美沙子はJapan Expoに2年連続参加。
- 2009年7月7日 - 青木と木村が、主要国首脳会議前夜祭「ジャパンイタリー」(イタリアローマティベリーナ島)に出席[4]。
- 2014年- 任期満了後に木村が、渋谷109にファッションブランド「KOKOkim」をオープン。アメリカ「Anime EXPO」でファッションショーを開催。